# فلیکس ایرویز
فلیکس ایرویز (به انگلیسی: Felix Airways) یک شرکت هواپیمایی با کد یاتا FO است که در تاریخ ۲۶ اکتبر ۲۰۰۸ میلادی تأسیس شده است. دفتر مرکزی فلیکس ایرویز در صنعا، یمن واقع شده‌است و قطب این شرکت هواپیمایی در فرودگاه بین‌المللی صنعا قرار دارد و به ۱۴ مقصد، پرواز انجام می‌دهد.